# Karl von Hirschberg
Karl von Hirschberg (* 7. Dezember 1855 in Ingolstadt; † 12. Juni 1927 in Weilheim in Oberbayern) war ein bayerischer Generalleutnant.

## Leben

### Herkunft
Seine Eltern waren der Oberauditor und Direktor des Militärbezirksgerichts Christian Freiherr von Hirschberg (1825–1887) und dessen Ehefrau Pauline, geborene Herrfeldt (1827–1889). Der Generalleutnant Anton von Hirschberg (1878–1960) war sein Neffe.

### Militärkarriere
Hirschberg besuchte ein Realgymnasium und trat 1874 als Freiwillig-Gemeiner in das 1. Chevaulegers-Regiment „Kaiser Alexander von Rußland“ der Bayerischen Armee ein. Nach dem Besuch der Kriegsschule in München avancierte er Mitte April 1877 zum Sekondeleutnant. 1886/89 absolvierte er zur weiteren Ausbildung die Kriegsakademie in München, die ihm die Qualifikation für den Generalstab und die Höhere Adjutantur aussprach. 1887 zum Kammerjunker ernannt und Ende Oktober 1888 zum Premierleutnant befördert, wurde Hirschberg unter Stellung à la suite seines Regiments Ende Oktober 1890 Adjutant der 3. Kavallerie-Brigade. Daran schloss sich ab Mitte Juli 1892 eine Verwendung als Adjutant des Kriegsministers Adolph von Asch an. In dieser Stellung Ende August 1892 zum Rittmeister befördert, trat Hirschberg Anfang Juni 1896 mit der Ernennung zum Eskadronchef im 1. Schwere-Reiter-Regiment „Prinz Karl von Bayern“ in den Truppendienst zurück. Unter Beförderung zum Major erfolgte am 11. Juni 1898 seine Versetzung zur Zentralstelle des Generalstabes und Ende Oktober 1898 in den Generalstab der 3. Division. Mit der Rückversetzung zur Zentralstelle des Generalstabes wurde Hirschberg am 13. September 1900 mit Wirkung zum 1. Oktober 1900 auf ein Jahr nach Preußen zum Großen Generalstab kommandiert und zugleich zum außeretatmäßigen militärischen Mitglied des bayerischen Senats beim Reichsmilitärgericht bestimmt. Ende Mai 1902 erhielt er den Rang und die Gebührnisse eines Abteilungschefs. Hirschberg avancierte Mitte Juli 1902 zum Oberstleutnant und wurde am 27. Februar 1903 Kommandeur des 1. Chevaulegers-Regiments „Kaiser Nikolaus von Rußland“. Anfang Oktober erhielt er die Erlaubnis zur Annahme des ihm durch seinen Regimentsinhaber Nikolaus II. verliehenen Ordens der Heiligen Anna II. Klasse. Er rückte Ende September 1904 zum Oberst auf, wurde am 8. März 1907 unter Beförderung zum Generalmajor von seinem Kommando enthoben und am 26. März 1907 zum Kommandeur der 4. Kavallerie-Brigade ernannt. In Genehmigung seiner Abschiedsgesuches wurde Hirschberg am 19. April 1909 mit der gesetzlichen Pension zur Disposition gestellt. Nach seiner Verabschiedung erhielt er am 22. April 1910 den Charakter als Generalleutnant mit dem Prädikat Exzellenz.
Mit Beginn des Ersten Weltkriegs wurde Hirschberg als z.-D.-Offizier wiederverwendet und war vom 26. August 1914 bis zum 22. August 1916 Gouverneur der Festung und der Provinz Namur. In dieser Eigenschaft erhielt er beide Klassen des Eisernen Kreuzes. Nach Aufhebung seiner Mobilmachungsbestimmung wurde er im September 1916 mit dem Militärverdienstorden I. Klasse mit Schwertern sowie dem Roten Adlerorden II. Klasse mit dem Stern und Schwertern geehrt.
Er lebte auf Schloss Hirschberg am Haarsee bei Weilheim, das er 1906 mit der Mitgift seiner Ehefrau erbauen ließ. Er starb 1927 auf Gut Gossenhofen.

### Familie
Hirschberg hatte sich am 28. Februar 1905 in Stein mit Sophie Freiin von Faber (1878–1951), einer Enkelin des Bleistiftfabrikanten Lothar von Faber und Schwester der Ottilie von Faber-Castell verheiratet. Aus der Ehe gingen die Töchter Walpurgis (* 1906) und Sophie Dorothee (1909–1979) sowie der spätere Filmproduzent Rüdiger von Hirschberg (1907–1987) hervor.